# (39) Letícia
(39) Letícia és l'asteroide número 39 de la sèrie. Fou descobert a París el 8 de febrer del 1856 per Jean Chacornac. Rep el nom de Laetitia, deessa romana de l'alegria, el seu nom deriva de l'ètim laeta, que significa ‘feliç’.